# 阿维扎封
阿维扎封（英语：Avizafone或Pro-Diazepam）是苯二氮䓬衍生物地西泮的水溶性前药。它可以用于肌肉内给药。
阿维扎封被血液中的酶代谢形成活性药物地西泮。主要用作有机磷类神经毒剂中毒的解毒剂。